# Bloody Roar 4
'Bloody Roar 4' — четвёртая часть серии консольных файтингов от компаний Eighting/Hudson Soft. Игра единственная в серии получила рейтинг M из-за наличия крови в игре. Эта игра стала последней из игр серии выпущенных на PlayStation 2.

## Оценки
| Сводный рейтинг | Сводный рейтинг |
| Агрегатор       | Оценка          |
| --------------- | --------------- |
| GameRankings    | 60,22 %         |